# Tor Ole Skullerud
Tor Ole Skullerud (Kongsvinger, 10 dicembre 1970) è un allenatore di calcio ed ex calciatore norvegese, di ruolo centrocampista.

## Carriera

### Giocatore

#### Club
Skullerud ha giocato con le maglie di Kongsvinger, Ready, Frigg, Grue ed Ullern.

### Allenatore
Nel 2000, Skullerud è stato tecnico dell'Ullern. Ha ricoperto l'incarico di allenatore al Bærum dal 2001 al 2004. Tra il 2005 e il 2007, ha guidato la Norvegia under 19. Ha collaborato poi con l'allora tecnico del Vålerenga, Martin Andresen, che all'epoca era anche giocatore del club. Nel 2010, il commissario tecnico della Norvegia under 21, Øystein Gåre, ha dovuto lasciare l'incarico a causa di un tumore. È stato Skullerud a sostituirlo per le ultime tre gare di qualificazione al campionato europeo Under-21 2011, poiché allenatore in seconda di Gåre. La selezione non ha centrato comunque la qualificazione alla fase finale del torneo. Con la nomina di Per Joar Hansen come nuovo commissario tecnico, Skullerud è tornato a ricoprire il ruolo di vice-allenatore. A seguito delle dimissioni di Hansen, in data 3 gennaio 2013 è stato scelto nuovamente come commissario tecnico della Norvegia Under-21, in vista dei campionati europei di categoria del 2013. Nel corso del torneo, la selezione norvegese ha superato la fase a gironi, per poi venire eliminata dalla Spagna under 21 in semifinale. In base al regolamento, la Norvegia ha ricevuto la medaglia di bronzo in ex aequo con l'Olanda, altra semifinalista battuta.
Il 13 gennaio 2014, è diventato ufficialmente il nuovo allenatore del Molde. Il 4 ottobre 2014 ha vinto il campionato 2014 con il suo Molde, raggiungendo matematicamente il successo finale con quattro giornate d'anticipo grazie alla vittoria per 1-2 sul campo del Viking. Il 17 ottobre successivo, il suo nome è stato inserito tra i candidati per la vittoria del premio Kniksen per il miglior allenatore del campionato. Il 10 novembre, si è aggiudicato la vittoria in questa categoria. Il 23 novembre successivo, il Molde ha centrato il successo finale nel Norgesmesterskapet 2014, ottenendo così il double.
Il 1º luglio 2015, Skullerud ed il Molde hanno reso nota la decisione di separare le proprie strade al termine della stagione in corso: la famiglia dell'allenatore aveva infatti fatto ritorno a Bærum e Skullerud l'avrebbe raggiunta alla fine dell'annata. Il 6 agosto 2015, Skullerud e il Molde hanno consensualmente deciso di separare anticipatamente le loro strade.
Il 18 ottobre 2016 è stato scelto come nuovo allenatore dello Strømsgodset, a cui si è legato con un contratto valido fino al 31 dicembre 2018. Il 6 giugno 2018 ha rassegnato le proprie dimissioni dall'incarico, a causa dei cattivi risultati stagionali.

## Palmarès

### Allenatore

#### Club
- Campionato norvegese: 1

Molde: 2014
- Coppa di Norvegia: 1

Molde: 2014

#### Individuale
- Miglior allenatore dell'Eliteserien: 1

2014